# Grève des mineurs du Limbourg
La grève des mineurs du Limbourg en 1966 est un conflit de travail des mineurs contre le gouvernement et le patronat en raison de l’annonce de la fermeture de la mine du Zwartberg.
À la suite de cet épisode, d’autres révoltes ont éclaté au sein des industries charbonnières en Belgique.

## Contexte
Au début des années 1950 (durant la période des Trente Glorieuses) le charbon occupait une place prépondérante dans l’approvisionnement énergétique de la Belgique. Il représentait 88,6 % de cet approvisionnement. Toutefois, la situation va lentement changer dans le courant des années 1960. En 1965, le charbon ne représentera plus que 54,3 % de l’approvisionnement brut en énergie primaire, l’architecture du marché ayant été modifiée au profit du pétrole et du gaz naturel. De plus, la concurrence s’accroit du fait de l’importation de charbon notamment venu des États-Unis. Tout ce changement va avoir pour conséquence la fermeture de sièges et la diminution des capacités de production de l’industrie charbonnière belge.

## Déroulement
Le 22 décembre 1965, le gouvernement Harmel déclare la fermeture de cinq sièges miniers en Wallonie et de la mine du Zwartberg (Limbourg) pour le 1er octobre 1966 afin d’effectuer une conversion industrielle. Dès le lendemain de cette annonce, les travailleurs manifestent leur mécontentement. Les premières lettres de licenciement vont accentuer la lutte des travailleurs. Le jeudi 27 janvier, les ouvriers décident de rester dans la mine après leur pause de midi pour bloquer la production de charbon. Le 29 janvier, les ouvriers vont décider d’étendre leur grève aux mines voisines de Winterslag et de Waterschei afin d’augmenter l’impact de celle-ci. La gendarmerie, voulant contrer cette expansion de grève, arrive à la porte de la mine avec du matériel lourd. De 19 h à 19 h 45, des incidents éclatent entre la gendarmerie et les manifestants venus en famille. Des femmes et des enfants sont présents.
Le lundi 31 janvier, mille contestataires se trouvent devant la porte de la mine du Zwartberg. Les manifestants décident de marcher jusqu’à la mine de Waterschei. La gendarmerie anticipe et se rend directement à Waterschei. La confrontation a lieu, la gendarmerie tire et lance des grenades lacrymogènes. Jan Latos et Valeer Scelp meurent sous le joug de ces balles et de ces grenades. Sept autres personnes sont grièvement blessées. L’État mobilise toutes ses forces, y compris l’armée.
Le lendemain, à la suite de ces altercations, un compromis est trouvé. La mine du Zwartberg ne fermera que lorsqu’une solution sera rencontrée pour les mineurs. Le Parti communiste de Belgique (PCB) constate que « cette lutte restera historique car elle aboutit pour la première fois dans l’histoire des luttes contre les fermetures à un accord imposé au patronat par les travailleurs et entériné par le gouvernement ».

## Causes
Le 22 décembre 1965, la première étape qui marquera la crise de 1966 débute avec l’annonce du gouvernement Harmel (PSC). Ce dernier impose la fermeture de cinq sièges industriels en Wallonie et de la mine du Zwartberg qui fut la première touchée et dont la fermeture était prévue pour le 1er octobre 1966. La fermeture de six sièges entraîne la perte de 4 000 emplois. Les principaux motifs de ces fermetures dégagées par le gouvernement et par le propriétaire de la mine du Zwartberg (Cockerill-Ougrée) sont : « D’une part, les difficultés de commercialisation, entre autres du fait du prix élevé et de difficultés de cokéfaction du charbon gras, ont amené Cockerill-Ougrée, propriétaire de la mine, à diminuer les achats pour sa sidérurgie ; d’autre part, il pouvait s’agir d’une nouvelle compensation pour la fermeture de sièges wallons ». Ces fermetures n’impliquent donc pas une cause politique mais économique.
Les conditions de licenciements ont constitué une cause majeure du déclenchement de la grève. Il était prévu que : « 4 212 personnes devaient être licenciées, dont 3 193 mineurs de fond, 793 mineurs de surface, 189 employés et 36 ingénieurs ».
Dans les mesures prévues initialement par le gouvernement, une distinction est opérée entre trois catégories de travailleurs : les mineurs, les employés et les ingénieurs. Ces trois catégories sont soumises à des régimes de licenciements différents en fonction de leur qualité. On constate que les employés et ingénieurs reçoivent un régime plus favorable que les mineurs quant à la durée de leur préavis (de trois mois à trois ans) contrairement aux mineurs qui sont directement licenciés. Les mineurs faisant face à telles mesures de licenciements ne peuvent que s’y opposer.

## Impacts
Lors d’une manifestation se déroulant à Waterschei (Limbourg), un événement dramatique est survenu : deux ouvriers sont décédés. L’un est abattu d’une balle tirée par la gendarmerie et l’autre reçoit une grenade lacrymogène sur le crâne et décède rapidement des suites de sa blessure. Cet épisode est perçu comme un scandale au sein de la société et la colère des citoyens se ravive davantage. Le mouvement gréviste va alors s’étendre et se structurer.
La principale victoire des grévistes consiste en la révision des mesures de licenciements qui apparaissent comme un des facteurs importants dans les manifestations. L’accord du 1er février 1966 (accord du Zwartberg conclu entre le gouvernement et les travailleurs) redéfinit les conditions de licenciements dans un cadre plus juste pour les mineurs. Les licenciements doivent désormais être effectués en fonction de la disponibilité de replacement pour les travailleurs. De plus, la quantité de production de charbon doit diminuer selon le nombre effectif de mineurs. Et enfin, tant que la mine produit du charbon, les salariés peuvent continuer à travailler. Cet accord marque la fin de la grève en répondant positivement à certaines attentes du secteur ouvrier.

## Représentation médiatique
Durant ce conflit, l’information ne se diffuse pas de manière importante d’un point de vue médiatique. Le gouvernement tient, par des moyens de censure, à ne pas dévoiler ce conflit sanglant qui a entrainé la mort de deux personnes. La preuve d’un reportage du journaliste Maurice De Wilde ,dénommé « Mijnalarm », et  relatant les épisodes marquants de la grève, ayant fait l’objet de nombreuses censures. Certaines images se révèlent cependant au grand public au moyen de la télévision qui va diffuser plusieurs images de manifestations. Il y a notamment une interview du ministre après le conseil des ministres sur la grève. Par la suite, de nombreux reportages ont été effectués pour relater l’histoire de la grève.